# Lago da Curnera
O Lago Curnera é um lago de barragem localizado no município de Tujetsch, no cantão de Grisons, Suíça.
O reservatório deste lago está ligado ao Lago Santa Maria e ao Lago Nalps no vale vizinho. O volume do lago é de 41,1  milhões de m³ e sua área de superfície 0,81 km².